# Salsa di Montegibbio
La Salsa di Montegibbio è un vulcano di fango e geosito situato a Montegibbio, frazione posta a 2,5 km da Sassuolo, in provincia di Modena.
Salsa storicamente molto attiva anche con grandi eruzioni (l'ultima attività documentata risale al 1910), dispone di un apparato fossile enorme: il cratere è ampio una cinquantina di metri. Nella Salsa di Sotto sono attivi piccoli vulcanelli di fango.

## Localizzazione
La cosiddetta Salsa di Montegibbio consta di due gruppi di apparati lutivomi ben distinti: quello "storico" dell'antica salsa citata da Plinio il vecchio, in via Salsa di Sopra, e il gruppo di apparati molto piccoli, ma piuttosto attivi di Via Salsa di Sotto. Le due vie si dipartono poco oltre il km 2 della Strada Provinciale n° 20 che da Sassuolo sale a Montegibbio. Via Salsa di Sopra segue un piccolo crinale in direzione nord nord-est, sulla sinistra di chi percorre la strada verso Montegibbio, la Via Salsa di Sotto ha una direzione diametralmente opposta e scende verso il fosso che costeggia le Terme della Salvarola.

## Storia
L'antica Salsa di Montegibbio, oggi inattiva, è forse la salsa più famosa d'Italia e senz'altro la prima al mondo ad essere citata nelle antiche cronache. Infatti, ne parla Plinio il Vecchio nel Libro Secondo della sua Historia Naturalis (II, 199-85):
(Plinio il Vecchio, Naturalis historia, 2.199)
Dopo l'eruzione del 91 a.C., vale a dire dell'anno 62 di Roma descritta da Plinio, le prime documentazioni storiche sulla Salsa risalgono al 1594, quando fu distrutto il vicino abitato di San Polo; successivamente, eruzioni si ebbero nel 1603, 1628, 1684, 1781, 1786, 1790, 1835 e 1900. L'ultima grande eruzione della Salsa di Montegibbio, documentata da Giovanni de' Brignoli di Brünnhoff, risale al 4 giugno 1835, e avvenne in concomitanza di una scossa di terremoto, che fu avvertita sino ad alcuni chilometri di distanza. Il volume del fango emesso fu valutato in circa 500.000 m³, mentre la colonna d'eiezione raggiunse un'altezza di 40 metri. L'apparato lutivomo si estese su tre ettari di superficie; in quell'occasione la temperatura dell'acqua all'interno della bocca raggiunse i 22 °C. L'attendibilità della descrizione di quest'evento appare suffragata da quanto si può rilevare oggi sul terreno. Inoltre, presso il convento dell'Assunta a Rometta di Sopra, cioè entro l'accumulo del materiale eruttato nel corso del tempo dalla salsa, fu perforato un pozzo per acqua che a circa 30 metri di profondità rinvenne le ghiaie dell'originaria superficie terrazzata, evidentemente ricoperta dal materiale eruttato dalla salsa. D'altronde, la salsa di Montegibbio non è certo l'unica dell'Appennino ad avere emesso così tanti materiali: anche quella di Regnano, in provincia di Reggio Emilia, presenta colate davvero imponenti.
La Salsa di Montegibbio ha un apparato lutivomo davvero enorme, ed ancor oggi perfettamente riconoscibile sulla base delle evidenze geologiche e morfologiche, il suo cratere ha un'ampiezza di una cinquantina di metri, oggi giorno sormontato da un pilone di una linea elettrica ad alta tensione. Il materiale eruttato ha ricoperto i terrazzi del fondovalle del fiume Secchia, con spessori che, presso il Convento dell'Assunta, raggiungono i 30 metri circa, com'è stato rilevato durante l'esecuzione di un sondaggio per un pozzo idrico. L'ultima attività della salsa sembra risale al 1910.
Nella vicina casa colonica posta all'estremità di via Salsa di Sopra è presente un pozzo d'acqua salata di tipo salso-bromo-iodica. Le salse, attualmente attive presso Montegibbio, sono osservabili in via Salsa di Sotto, immediatamente a valle di Villa Vaccari; si tratta di 4 o 5 piccolissimi vulcanelli di fango, dai quali gorgogliano acqua e gas. In corrispondenza di uno di questi, nel marzo 1998, fuoriuscì abbondante petrolio di colore nerastro.
Le acque del vicino stabilimento delle Terme della Salvarola sono connesse al medesimo processo che dà luogo all'emissione d'acqua salata dei vulcanelli delle Salse di Montegibbio: acque salso-bromo-iodiche, trascinate in superficie da gas metano.